# Vittarville
Vittarville (Gaumais: Ouétarvèle) is een gemeente in het Franse departement Meuse (regio Grand Est) en telt 83 inwoners (2009).
De plaats maakt deel uit van het kanton Montmédy in het arrondissement Verdun. Tot 1 januari 2015 was het deel van het kanton Damvillers, dat op die dag werd opgeheven.

## Geografie
De oppervlakte van Vittarville bedraagt 8,3 km², de bevolkingsdichtheid is dus 10 inwoners per km². Bij dit plaatsje stoomt de Thinte in de Loison.
De onderstaande kaart toont de ligging van Vittarville met de belangrijkste infrastructuur en aangrenzende gemeenten.

## Demografie
Onderstaande figuur toont het verloop van het inwonertal (bron: INSEE-tellingen).